# Raïon de Vassylivka
Le raïon de Vassylivka (en ukrainien : Василівський район ; en russe : Васи́льевский райо́н) est un raïon (district) dans l'oblast de Zaporijjia en Ukraine.
Avec la réforme administrative de 2020, le 19 juillet le raïon est étendu aux dépens des raïons de  Mykhailivka, Kamianka-Dniprovska, Velyka Bilozerka.

## Lieux d'intérêt
Le Parc national Velykyï Louh, le Fort de Kamienka se trouvent dans le raïon.

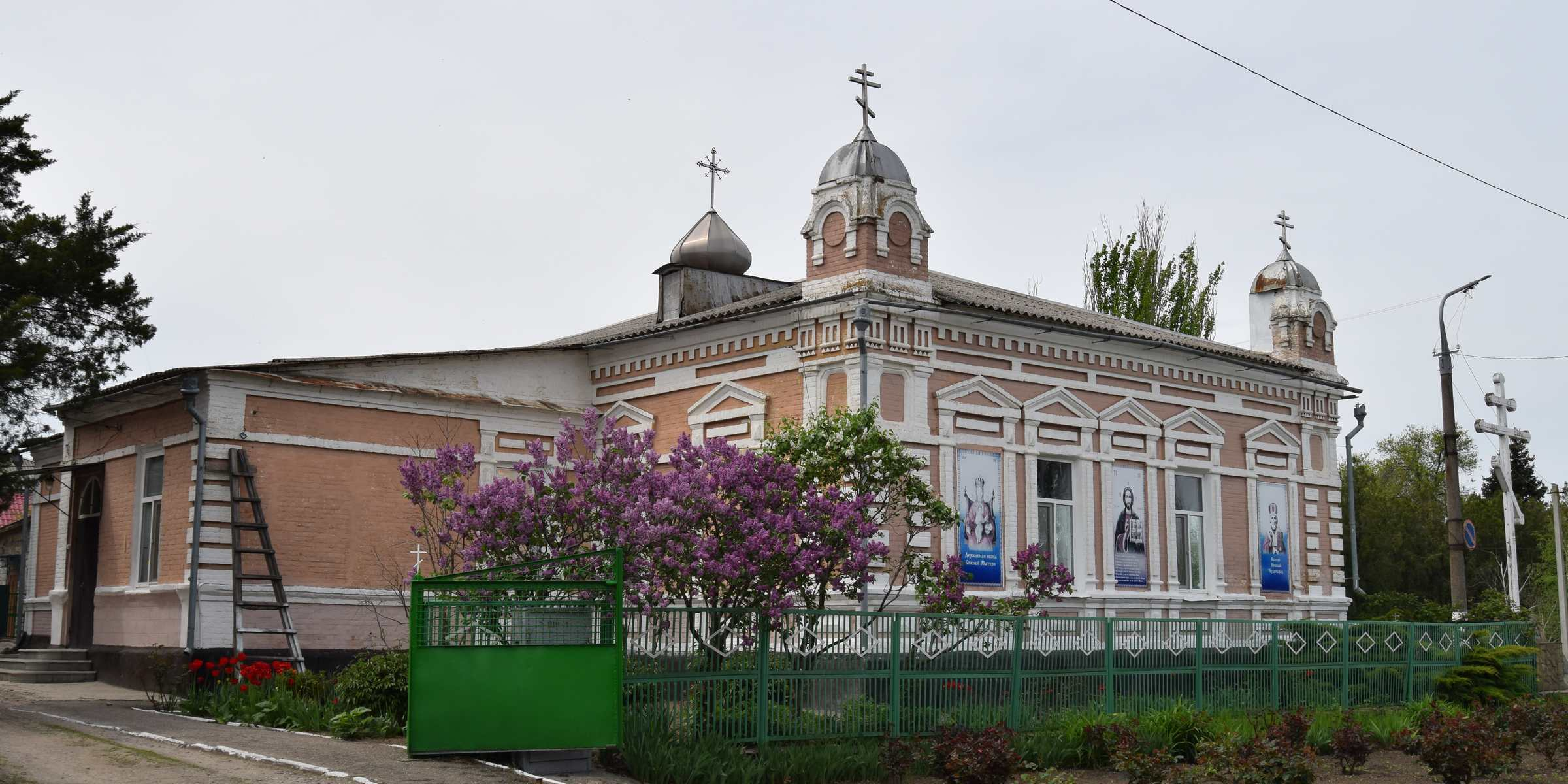
Église Pierre&Paul, classée[1] de Vasilivka,
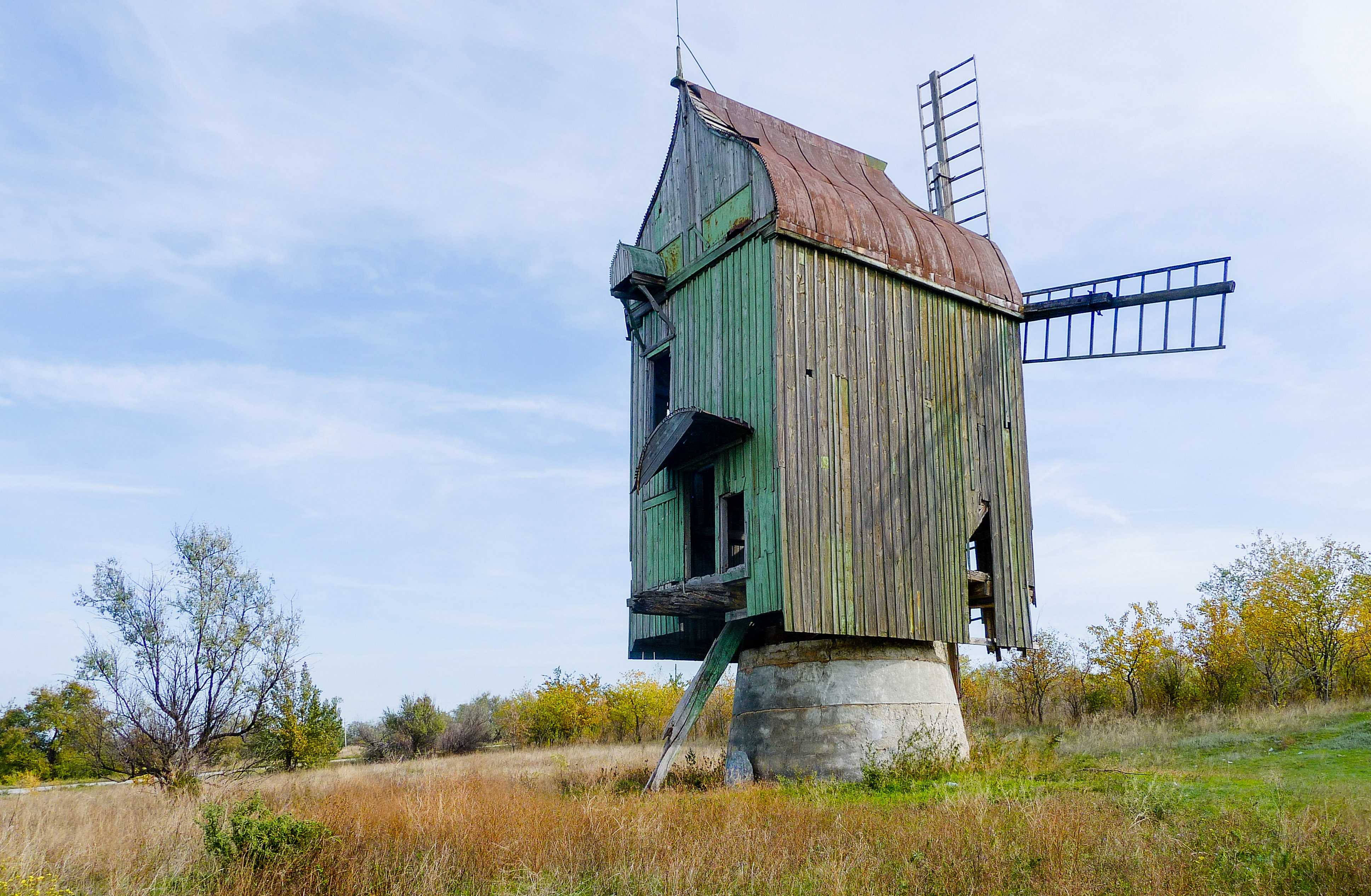
Moulin de Kamiansk, classé[2].
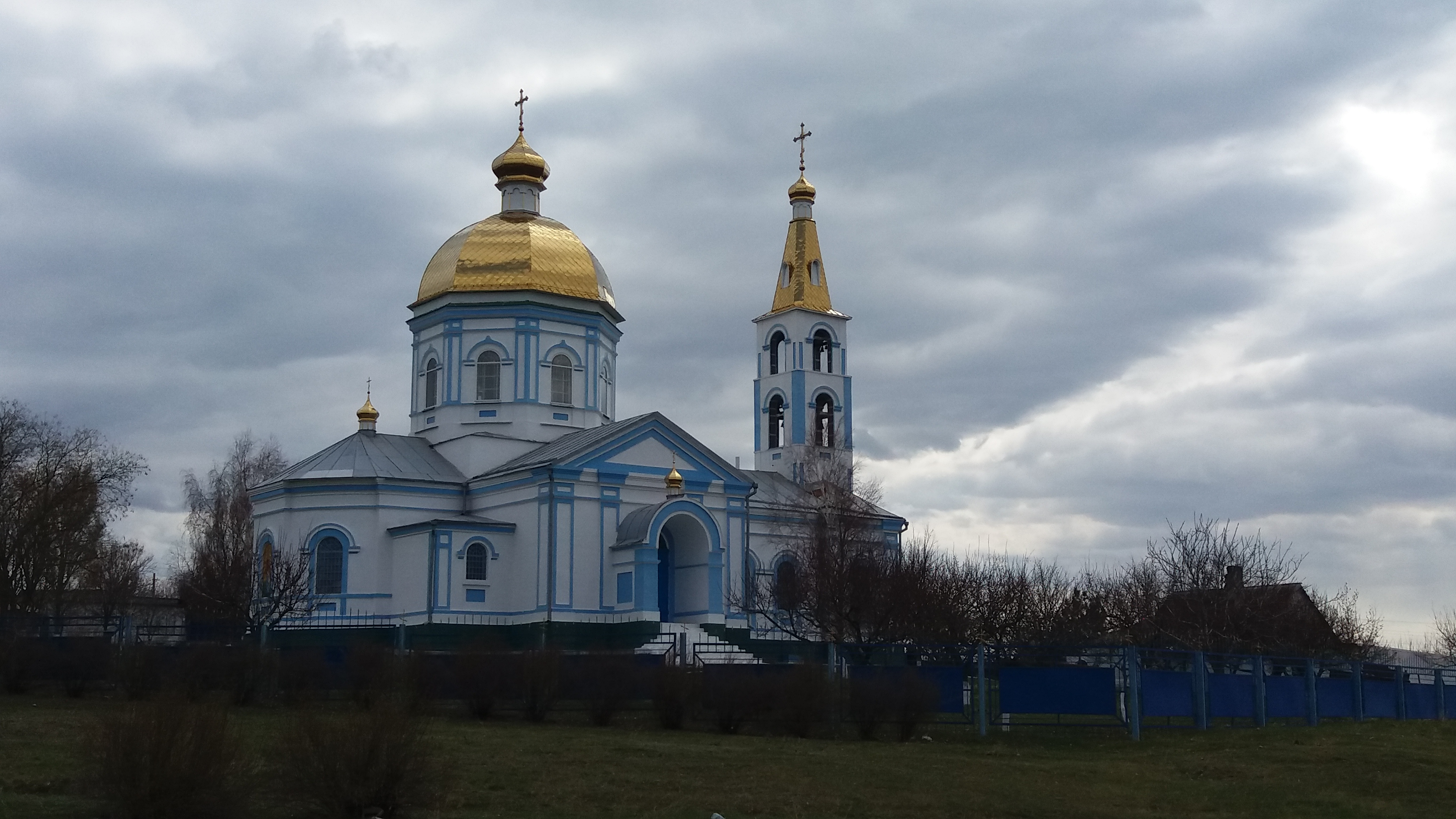
Église Saint-Nicolas de Prymorsk, classée[3],
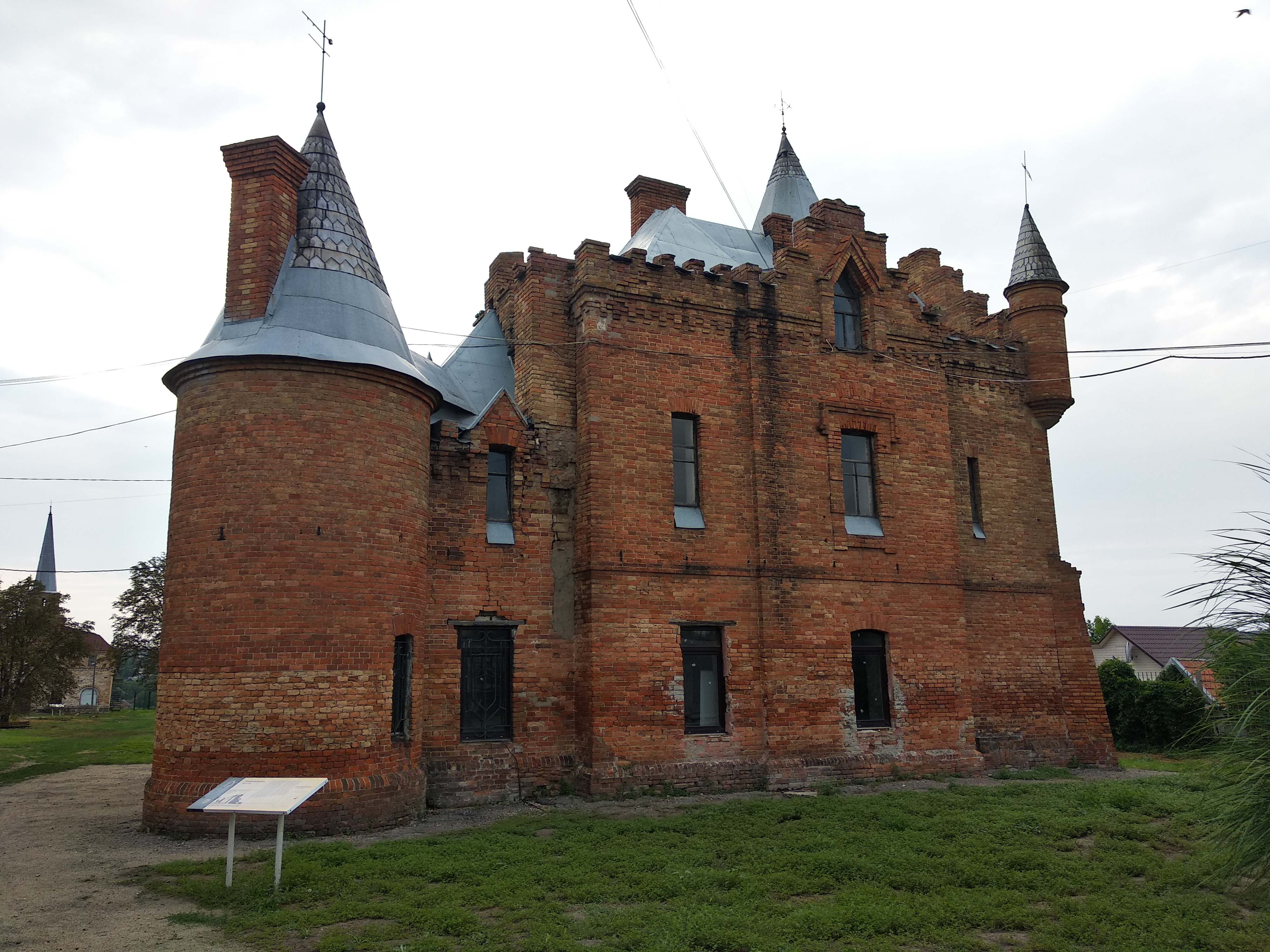
Château de Popov, classé[4],
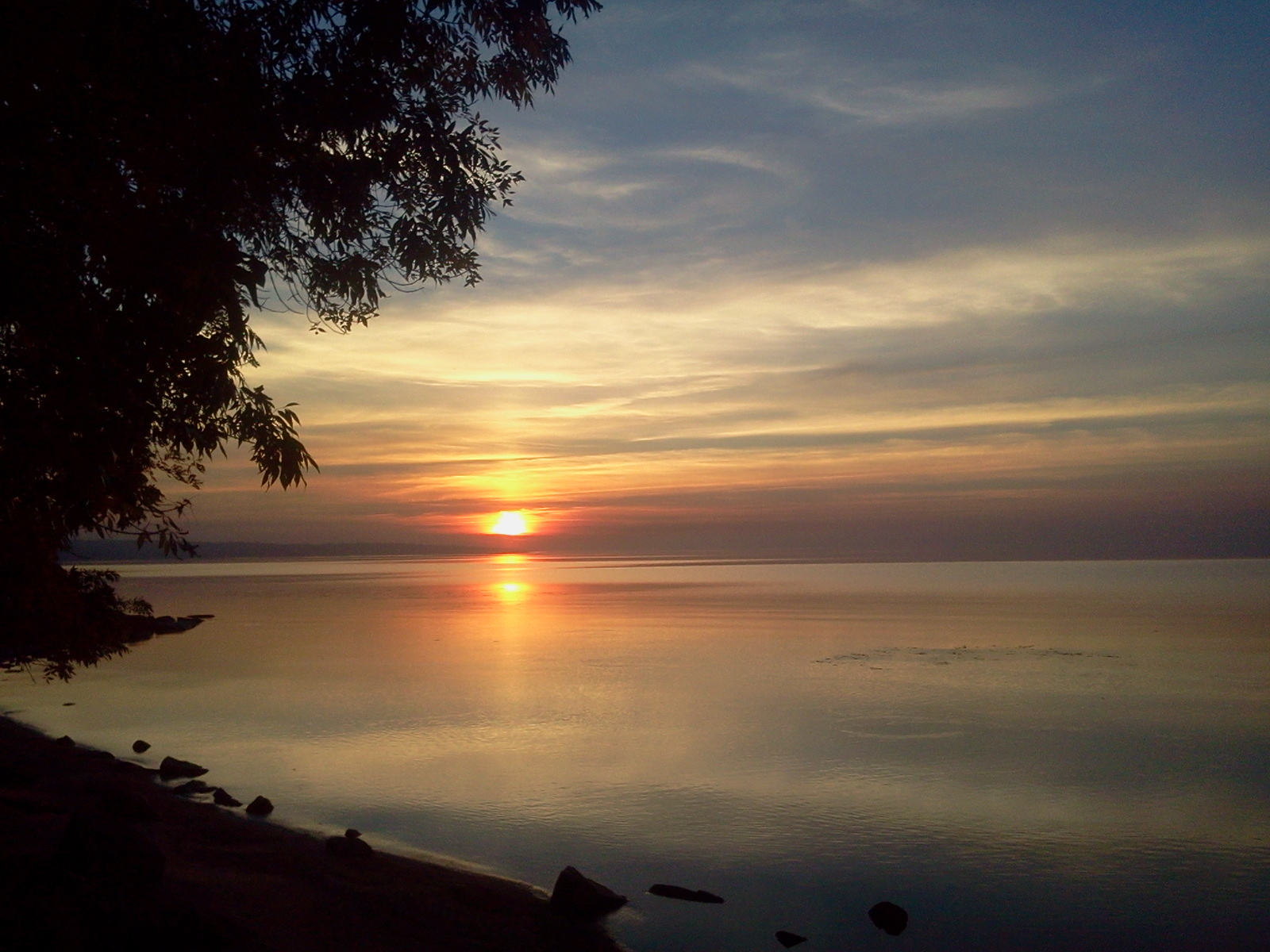
Réserve de Kakovska, classée[5],
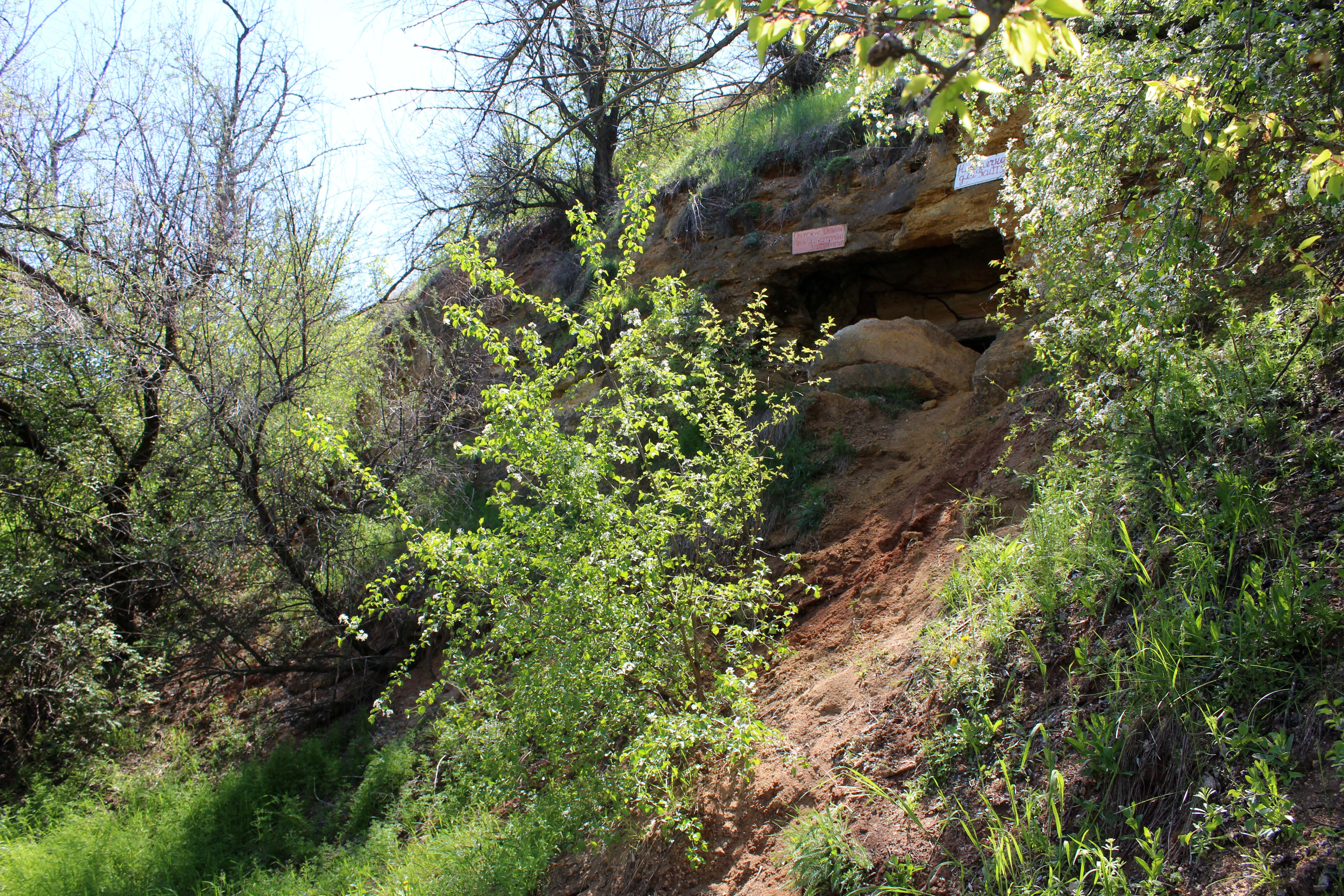
Parc régional de Panay, classé[6].
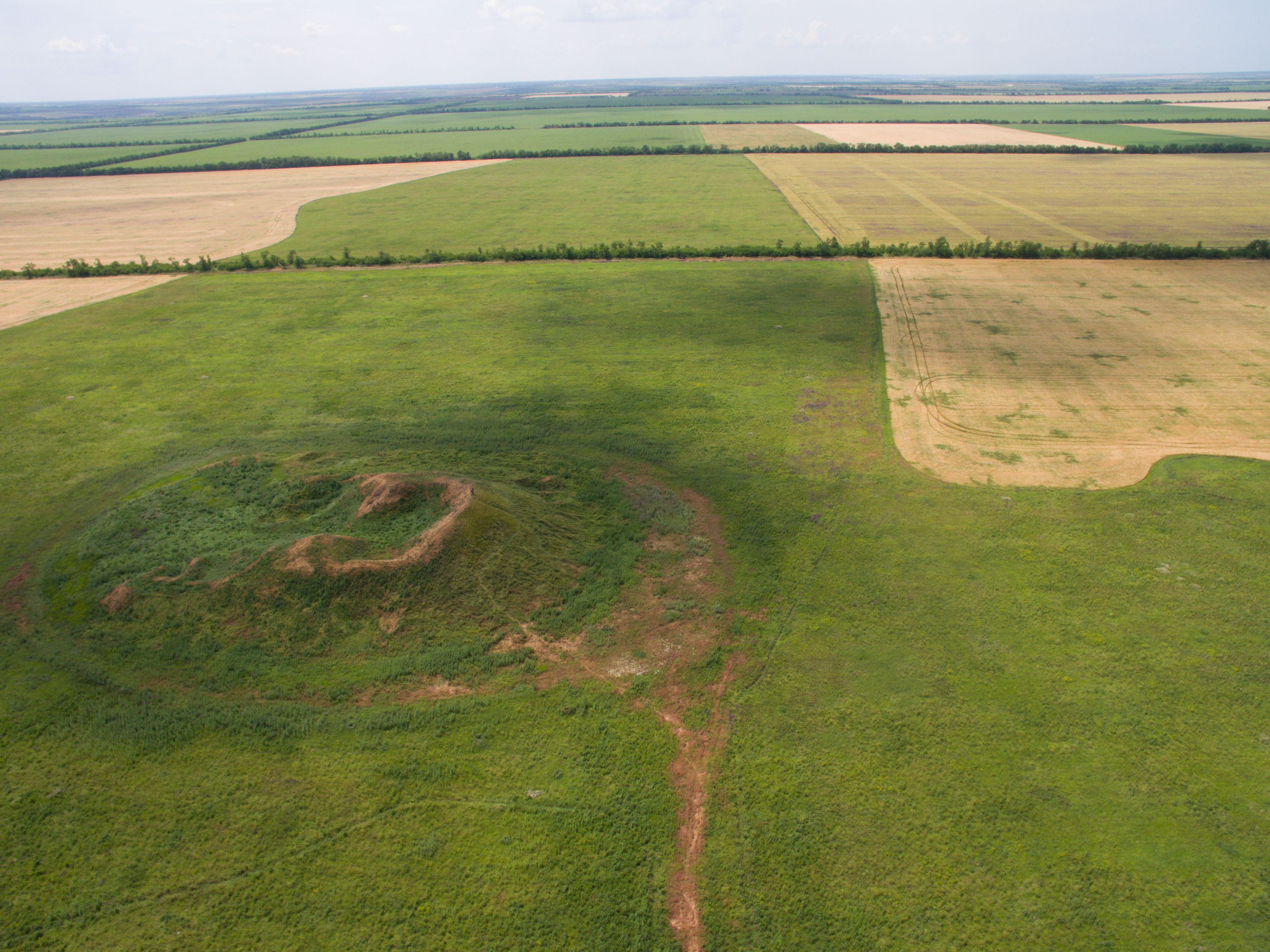
Le kourgane Solokha, classé[7].